# Colpotrochia cincta
Colpotrochia cincta är en stekelart som först beskrevs av Giovanni Antonio Scopoli 1763.  Colpotrochia cincta ingår i släktet Colpotrochia och familjen brokparasitsteklar. Arten är reproducerande i Sverige. Utöver nominatformen finns också underarten C. c. amoena.